# Topoli (Bułgaria)
Topoli (bułg. Тополи) – wieś w Bułgarii, w obwodzie Warna, w gminie Warna. Według danych z 2022 roku zamieszkiwana przez 3120 osób.